# Шульгино (Маріїнсько-Посадський район)
Шу́льгино (рос. Шульгино, чув. Шульгин) — присілок у складі Маріїнсько-Посадського району Чувашії, Росія. Входить до складу Приволзького сільського поселення.
Населення — 58 осіб (2010; 79 у 2002).
Національний склад:
- росіяни — 94 %